# دنیز ییلماز
دنیز ییلماز (انگلیسی: Deniz Yılmaz؛ زادهٔ ۲۶ فوریهٔ ۱۹۸۸) بازیکن فوتبال اهل ترکیه است.
از باشگاه‌هایی که در آن بازی کرده‌است می‌توان به باشگاه فوتبال بایرن مونیخ ۲، باشگاه فوتبال بورسااسپور، باشگاه فوتبال ترابزون‌اسپور، باشگاه فوتبال پادربورن، باشگاه فوتبال ماینتس ۰۵، و باشگاه فوتبال الازیغ‌اسپور اشاره کرد.
وی همچنین در تیم‌های ملی فوتبال جوانان ترکیه، Turkey national under-17 football team, Turkey national under-18 football team, Turkey national under-19 football team، زیر ۲۱ سال ترکیه، و جمهوری آذربایجان بازی کرده‌است.